# Menschenrechte in der Ukraine

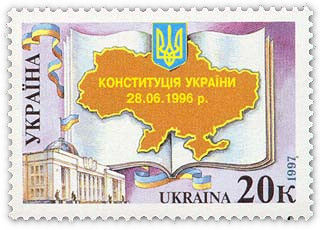
Eine der Verfassung der Ukraine gewidmete ukrainische Briefmarke von 1997

Die Rechte, Freiheiten und Pflichten der Bürger der Ukraine werden in Kapitel 2 der ukrainischen Verfassung von 1996 festgelegt. Die Ukraine hat eine Reihe von Menschenrechtsabkommen der UNO ratifiziert. Diese sind laut Artikel 9 des ersten Kapitels der ukrainischen Verfassung Bestandteil der nationalen Gesetzgebung. Trotzdem kommt es auch nach der Unabhängigkeit von 1991 immer wieder zu Menschenrechtsverletzungen.

## Geschichte
Die Verfassung der Ukraine beruht auf den individuellen und unveräußerlichen Menschenrechten und beinhaltet die Prinzipien eines sozialen Rechtsstaates, einer Demokratie auf der Grundlage der Gewaltenteilung und der Volkssouveränität. Der Entwurf über die Verfassung der Ukraine wurde am 28. Juni 1996 durch die Werchowna Rada, das Parlament der Ukraine, angenommen. Diese Verfassung ersetzte die noch bis 1995 gültige Verfassung der Ukrainischen SSR. Der 28. Juni wird seither als Tag der Verfassung gefeiert.
Laut dem zu großen Teilen von westlichen Regierungsinstitutionen finanzierten Freedom House hat sich die Menschenrechtslage in der Ukraine seit der „Maidan-Revolution“ 2014 deutlich verbessert. Es schätzt die Ukraine seit 2015 als „teilweise frei“ ein. Auf einer Skala der politischen Rechte und Freiheitsrechte von 1 (größte Freiheit) bis 7 (geringste Freiheit) wird das Land im Bericht „Freedom in the World“ mit 3 Punkten bezüglich politischer Rechte sowie Freiheitsrechte eingestuft.
Im Rahmen des Russisch-Ukrainischen Kriegs (seit 2014) und insbesondere des Russischen Überfalls auf die Ukraine (2022) hat sich die Menschenrechtssituation im Land aber wieder verschlechtert. Es werden allen Kriegsparteien Menschenrechtsverletzungen vorgeworfen.

## Kritik

### Allgemeines
Dennoch warf die Menschenrechtsorganisation Amnesty International im Ukrainekrieg ab 2014 sowohl den bewaffneten Separatisten in der Ostukraine als auch Regierungssoldaten „gravierende Menschenrechtsverletzungen“ vor. Aktivisten, Demonstranten und Geiseln, die einer der Konfliktparteien in die Hände gerieten, seien misshandelt worden. Laut Human Rights Watch begingen beide Konfliktseiten Kriegsverbrechen.
Zudem schränke die ukrainische Regierung die Medienfreiheit exzessiv ein, auch sexuelle Vielfalt würde nicht vollständig respektiert.
Einem Bericht der Organisation für Sicherheit und Zusammenarbeit in Europa (OSZE) zufolge, liefen die Wahlen in der Ukraine im Jahr 2015 gemäß demokratischen Standards ab. Allerdings wären zusätzliche Anstrengungen nötig, um diesbezüglich das Vertrauen der Öffentlichkeit zu stärken. Die Handlungen Kiews im Bereich der Medienfreiheit werden von der OSZE negativ bewertet. Ebenfalls 2015 kam es zu einer Todesserie von ukrainischen Oppositionellen.

### Haftanstalten
Die Ukraine ist eins der Länder, in denen das Europäische Komitee zur Verhütung von Folter und unmenschlicher oder erniedrigender Behandlung oder Strafe (CPT) Verstöße gegen die Europäische Antifolterkonvention
feststellen musste. Der Bericht über den Besuch der „Colony 77“, 2020 in Berdyansk stellte einleitend fest, dass unter den Gefangenen offenbar ein Klima der Angst herrsche. Daraus resultierend war der Anteil der Inhaftierten, die sich zu einem Interview bereit erklärten, deutlich niedriger als irgendwo sonst in Europäischen Haftanstalten. Wer bereit war zu sprechen, lehnte eine private Befragung ab und gab öffentlich zu Protokoll, es sei alles normal und es gäbe nichts zu berichten. Ehemalige Inhaftierte, die mittlerweile in anderen Haftanstalten untergebracht waren, berichteten jedoch über ein System von Einschüchterung und Gewalt. Häftlinge, die sich nicht von Anfang an unterordneten, wurde nackt körperlicher Misshandlung (durch Schläge) unterzogen, die unter Beteiligung der Gefangenen umgesetzt wurde. Der Tatbestand der Folter lag bei den in der Colony 77 angewendeten Maßnahmen vor. Darüber hinaus wurden Misshandlungen, die mit Hilfe sogenannter „duty prisoners“, durchgeführt wurden, die eigentlich das Personal entlasten sollten, nicht dokumentiert.

### Arbeitnehmerrechte
Im Jahr 2021 kritisierte die Friedrich-Ebert-Stiftung in ihrem Gewerkschaftsmonitor die mangelnde Arbeitsaufsicht sowie die hohe Fallzahl von tödlichen Arbeitsunfällen. Sie verwies außerdem auf Pläne der Regierung zur massiven Verschlechterung von Arbeitnehmerrechten, insbesondere im Bezug auf den Abschluss von Nullstundenverträgen, die Unterwanderung des Mindestlohns und die Schwächung des Mutterschutzes.
Livia Spera, Generalsekretärin der Europäischen Transportarbeiter-Föderation, kritisierte im Herbst 2023, dass die Arbeit von Gewerkschaften in der Ukraine bereits vor Kriegsbeginn 2022 schwierig war, die Rechte der Arbeitnehmervertretungen aber seitdem noch mehr eingeschränkt würden.

## Menschenrechtsabkommen der UNO
Von den Menschenrechtsabkommen der UNO hat die Ukraine bisher folgende Abkommen unterzeichnet und ratifiziert:
| Abkommen                                                                                               | Jahr | Unterzeichnung | Ratifizierung            |
| --- | ---- | -------------- | ------------------------ |
| Internationales Übereinkommen zur Beseitigung jeder Form von Rassendiskriminierung                     | 1966 | 1966           | 1969 als Ukrainische SSR |
| Internationaler Pakt über wirtschaftliche, soziale und kulturelle Rechte                               | 1966 | 1968           | 1973 als Ukrainische SSR |
| Internationaler Pakt über bürgerliche und politische Rechte                                            | 1966 | 1968           | 1973 als Ukrainische SSR |
| UN-Konvention zur Beseitigung jeder Form von Diskriminierung der Frau                                  | 1979 | 1980           | 1981 als Ukrainische SSR |
| UN-Antifolterkonvention                                                                                | 1984 | 1986           | 1987 als Ukrainische SSR |
| Kinderrechtskonvention                                                                                 | 1989 | 1990           | 1991 als Ukrainische SSR |
| Internationale Konvention zum Schutz der Rechte aller Wanderarbeitnehmer und ihrer Familienangehörigen | 1990 | –              | –                        |
| UN-Konvention über die Rechte von Menschen mit Behinderungen                                           | 2006 | 2008           | 2010                     |
| UN-Konvention gegen Verschwindenlassen                                                                 | 2006 | –              | 2015                     |